# Холопов Павло Миколайович
Павло Миколайович Холопов (рос. Павел Николаевич Холопов; 7 червня 1922, Сиктивкар, Російська СФРР — 13 квітня 1988, Москва, СРСР) — радянський астроном.

## Життєпис
Народився в Усть-Сисольську, Комі АРСР (нині Сиктивкар). У 1946 закінчив Московський університет. У 1946—1960 працював в Астрономічній раді АН СРСР. З 1960 — завідувач відділом змінних зірок (нині відділ вивчення Галактики і змінних зірок) Державного астрономічного інституту імені Штернберга, також викладає у Московському університеті.
Основні наукові роботи присвячені вивченню змінних зірок і зоряних скупчень. Розробив метод визначення просторової щільності зірок у сфероїдальному скупченні за їхнім видимим розподілом і дав його чисельний варіант. Досліджував структуру великого числа кулястих і розсіяних скупчень, встановив наявність великих корон навколо них і обґрунтував уявлення про єдність будови скупчень різних видів. Критично розглянув питання про динамічну еволюцію зоряних угруповань і навів ряд аргументів на користь стійкості таких скупчень, як NGC 6231, χ і h Персея, система Трапеції Оріона та інших. У результаті досліджень структури діаграми колір — світність встановив початкову головну послідовність зірок на ній. Досліджував велике число змінних зірок, зокрема молодих об'єктів, пов'язаних з дифузним середовищем. Встановив приналежність деяких змінних зірок до розсіяних скупчень. Розробив метод визначення періодів змінних зірок із застосуванням ЕОМ. З 1946 брав участь у роботі московських астрономів з каталогізації відомостей про змінні зірки і складання Загальних каталогів змінних зірок. У 1960—1977 очолював цю роботу спільно з Борисом Кукаркіним, після смерті Кукаркіна здійснює керівництво нею.
Автор монографії «Зоряні скупчення» (1981).
Медаль «За відкриття нових астрономічних об'єктів» Астрономічної ради АН СРСР.